# Isola Madre

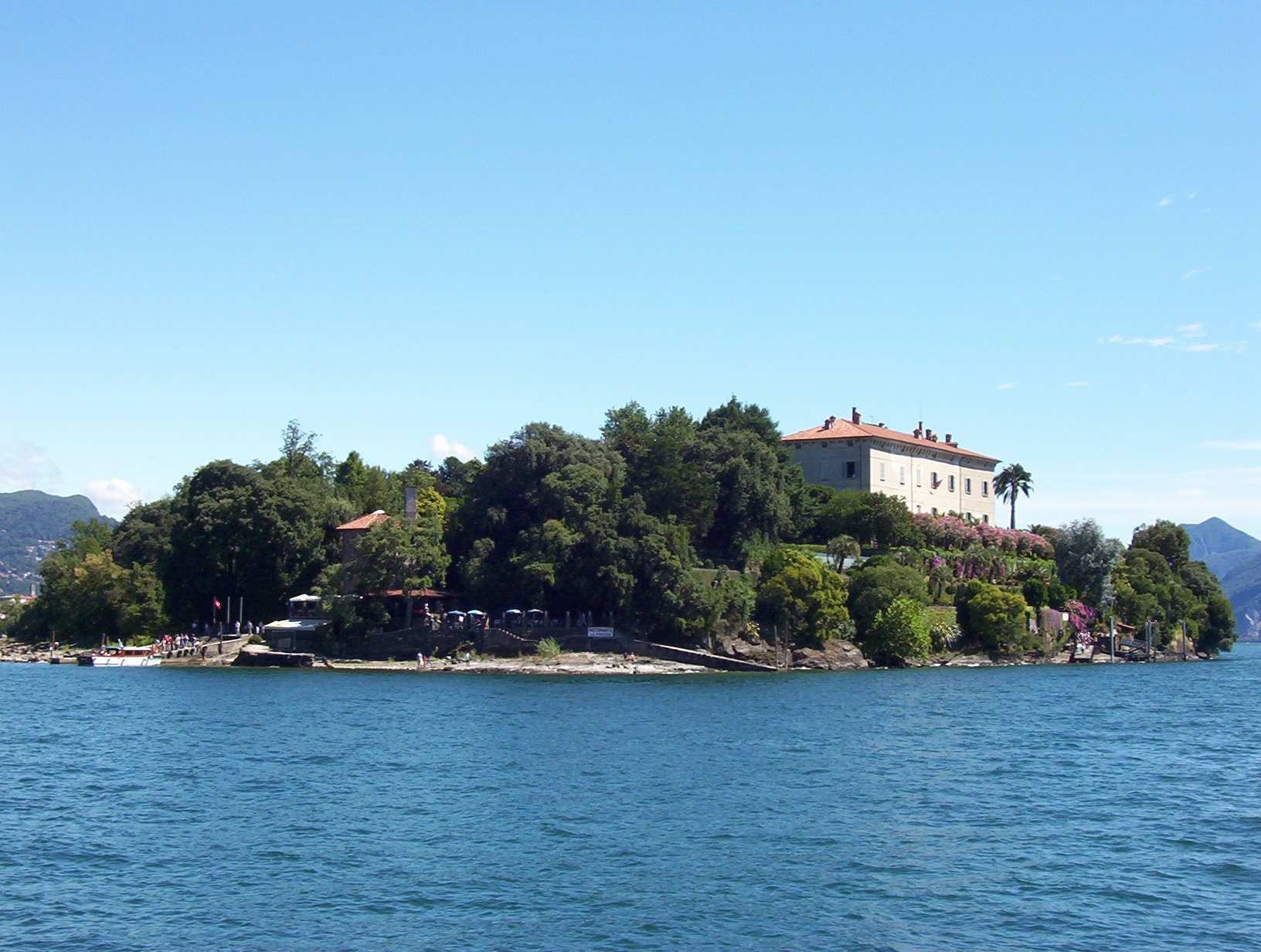
Isola Madre

Isola Madre is een van de Borromeïsche Eilanden die liggen in het Italiaanse deel van het Lago Maggiore. Isola Madre wordt het moedereiland genoemd, omdat het qua begroeiing het oudste lijkt. Toch is het paleis op Isola Bella veel ouder.
Dit eiland wordt bijna geheel in beslag genomen door de botanische tuin, opvallend door de zeldzame bloemen en planten, afkomstig uit verre landen. Het paleis Borromeo werd in de 18e eeuw gebouwd; het is een stuk authentieker en kleiner (en jonger) dan het paleis op Isola Bella.